# 아이린고산밭쥐
아이린고산밭쥐 또는 중국관목밭쥐(Neodon irene)는 비단털쥐과에 속하는 설치류의 일종이다. 중국 남부 일부 산악 지대의 토착종으로 겉모습은 시킴고산밭쥐와 아주 유사하다. 국제 자연 보전 연맹(IUCN)이 보전 등급을 "관심대상종"으로 분류하고 있다.

## 특징
중국관목밭쥐의 머리부터 몸까지 길이는 80~108mm이고 꼬리 길이는 22~40mm이다. 등 쪽의 털은 회색빛 갈색을 띠고, 하체는 진한 갈색이며, 두 색이 만나는 지점에 황토색과 갈색의 중간 줄무늬가 나 있다. 앞발과 뒷발 모두 윗면은 갈색빛의 흰색이고, 꼬리는 윗면이 갈색 아랫면이 흰색으로 두 가지 색을 띤다. 중국관목밭쥐는 겉모습이 시킴고산밭쥐와 아주 유사하지만 중국관목밭쥐가 약간 작고, 두 종은 치열 검사를 통해 구별할 수 있다.

## 분포 및 서식지
중국관목밭쥐는 중국의 토착종으로 칭하이성 동부와 간쑤성 남부, 쓰촨성 서부, 티베트 자치구 북동부, 윈난성 북서부 지역의 고산 지대에서 서식한다. 주로 고산 지대 목초지와 관목 구릉지대에서 발견된다.

## 습성
다른 밭쥐류처럼 중국관목밭쥐는 주로 식물을 먹는다. 번식에 관한 습성은 알려져 것이 많지 않지만 8월에 3단계의 성숙된 단계의 배아를 가진 암컷을 발견한 기록이 있다.

## 보전 상태
아이린고산밭쥐는 분포 지역이 넓고, 전체 개체수가 큰 것으로 추정된다. 여러 곳의 국립 자연 보호 구역에서 발견된다. 개체수 추이는 알려져 있지 않지만, 특별한 위협 요인은 없으며 국제 자연 보전 연맹(IUCN)이 보전 등급을 "관심대상종"으로 분류하고 있다.